# Robert Felisiak
Robert Felisiak (n. 11 octombrie 1962, Wrocław, Republica Populară Polonă) este un scrimer ce a reprezentat Polonia, medaliat olimpic. A participat la o ediție a Jocurilor Olimpice (1992) în care a câștigat o medalie de aur.

## Participări
Lista de mai jos prezintă principalele competiții la care a participat Robert Felisiak de-a lungul carierei.
- fencing at the 1992 Summer Olympics – men's team épée[*]